# Antherospora albucae
Antherospora albucae är en svampart som först beskrevs av Syd. & P. Syd., och fick sitt nu gällande namn av R. Bauer, M. Lutz, Begerow, Piatek & Vánky 2008. Antherospora albucae ingår i släktet Antherospora och familjen Floromycetaceae.   Inga underarter finns listade i Catalogue of Life.